# Élections législatives de 1967 dans la Meuse
Les élections législatives françaises de 1967 se déroulent les 5 et 12 mars 1967.  Dans le département de la Meuse, deux députés sont à élire dans le cadre de deux circonscriptions.

## Élus
| Circonscription | Député sortant   | Parti | Parti | Député élu ou réélu | Parti | Parti |
| --------------- | ---------------- | ----- | ----- | ------------------- | ----- | ----- |
| 1re             | Louis Jacquinot  |       | RI    | Louis Jacquinot     |       | RI    |
| 2e              | André Beauguitte |       | RI    | André Beauguitte    |       | RI    |

## Résultats

### Résultats à l'échelle du département
| Parti          | Parti                                           | Premier tour | Premier tour | Second tour | Second tour | Sièges |
| Parti          | Parti                                           | Voix         | %            | Voix        | %           | Sièges |
| -------------- | ----------------------------------------------- | ------------ | ------------ | ----------- | ----------- | ------ |
|                | Républicains indépendants                       | 48 492       | 49,77        | 29 435      | 62,02       | 2      |
|                | Modérés                                         | 3 112        | 3,19         |             |             | 0      |
|                | Union des républicains de progrès               | 51 604       | 52,96        | 29 435      | 62,02       | 2      |
|                |                                                 |              |              |             |             |        |
|                | Convention des institutions républicaines       | 7 419        | 7,61         | Retrait     | Retrait     | 0      |
|                | Section française de l'Internationale ouvrière  | 5 120        | 5,25         |             |             | 0      |
|                | Fédération de la gauche démocrate et socialiste | 12 539       | 12,87        |             |             | 0      |
|                |                                                 |              |              |             |             |        |
|                | Progrès et démocratie moderne                   | 17 457       | 17,92        | Retrait     | Retrait     | 0      |
|                | Parti communiste français                       | 15 833       | 16,25        | 18 025      | 37,98       | 0      |
|                |                                                 |              |              |             |             |        |
| Inscrits       | Inscrits                                        | 118 289      | 100,00       | 66 808      | 100,00      | 2      |
| Abstentions    | Abstentions                                     | 17 895       | 15,13        | 14 921      | 22,33       |        |
| Votants        | Votants                                         | 100 394      | 84,87        | 51 887      | 77,67       |        |
| Blancs et nuls | Blancs et nuls                                  | 2 961        | 2,95         | 4 427       | 8,53        |        |
| Exprimés       | Exprimés                                        | 97 433       | 97,05        | 47 460      | 91,47       |        |

### Résultats par circonscription

#### Première circonscription (Bar-le-Duc)
| Candidat       | Candidat                      | Parti          | Premier tour | Premier tour | Second tour | Second tour |  |
| Candidat       | Candidat                      | Parti          | Voix         | %            | Voix        | %           |  |
| -------------- | ----------------------------- | -------------- | ------------ | ------------ | ----------- | ----------- |  |
|                | Louis Jacquinot sortant réélu | RI             | 24 866       | 46,07        | 29 435      | 62,02       |  |
|                | Pierre Marizier               | CD (PDM)       | 12 986       | 24,06        | Retrait     | Retrait     |  |
|                | André Savard                  | PCF            | 8 701        | 16,12        | 18 025      | 37,98       |  |
|                | Victor Cusseau                | FGDS (CIR)     | 7 419        | 13,75        | Retrait     | Retrait     |  |
|                |                               |                |              |              |             |             |  |
| Inscrits       | Inscrits                      | Inscrits       | 66 787       | 100,00       | 66 808      | 100,00      |  |
| Abstentions    | Abstentions                   | Abstentions    | 11 026       | 16,51        | 14 921      | 22,33       |  |
| Votants        | Votants                       | Votants        | 55 761       | 83,49        | 51 887      | 77,67       |  |
| Blancs et nuls | Blancs et nuls                | Blancs et nuls | 1 789        | 3,21         | 4 427       | 8,53        |  |
| Exprimés       | Exprimés                      | Exprimés       | 53 972       | 96,79        | 47 460      | 91,47       |  |

#### Deuxième circonscription (Verdun)
|                | André Beauguitte sortant réélu | RI             | 23 626 | 54,36  |  |  |  |
|                | Daniel Mayer                   | PCF            | 7 132  | 16,41  |  |  |  |
|                | Pierre Pérignon                | FGDS (SFIO)    | 5 120  | 11,78  |  |  |  |
|                | François Mangel                | CD (PDM)       | 4 471  | 10,29  |  |  |  |
|                | Daniel Mayer                   | Modérés        | 3 112  | 7,16   |  |  |  |
|                |                                |                |        |        |  |  |  |
| Inscrits       | Inscrits                       | Inscrits       | 51 502 | 100,00 |  |  |  |
| Abstentions    | Abstentions                    | Abstentions    | 6 869  | 13,34  |  |  |  |
| Votants        | Votants                        | Votants        | 44 633 | 86,66  |  |  |  |
| Blancs et nuls | Blancs et nuls                 | Blancs et nuls | 1 172  | 2,63   |  |  |  |
| Exprimés       | Exprimés                       | Exprimés       | 43 461 | 97,37  |  |  |  |